# Kiffa
Kiffa je město v Mauritánii. Nachází se 600 km jihovýchodně od Nuakšottu a je administrativním střediskem regionu Assaba. Žije v něm okolo 50 000 obyvatel (podle sčítání 2013) a je třetím největším městem v zemi. Nejpočetnějším etnikem jsou Soninkové.
Město má aridní podnebí, v období od dubna do června dosahují teploty až 45 °C. Východně od Kiffy se nachází proláklina Aoukar, kde žije ve volné přírodě kriticky ohrožený adax núbijský.
Kiffa byla založena v roce 1907 jako opěrný bod francouzských kolonizátorů. Je obchodním centrem rozsáhlé spádové oblasti, buduje se zde velká solárně-termální elektrárna. Městem prochází nejdůležitější silnice v zemi Route de l'Espoir, má také letiště. V minulosti byla Kiffa etapovým městem Rallye Dakar.
Kiffa proslula výrobou korálků z různobarevné skleněné drti, nošených jako talisman.
Město je také známé mezi astronomy díky pádu meteoritu, k němuž došlo 23. října 1970.

## Rodáci
- Abderrahmane Sissako (* 1961), filmový režisér